# سكان أستراليا الأصليون

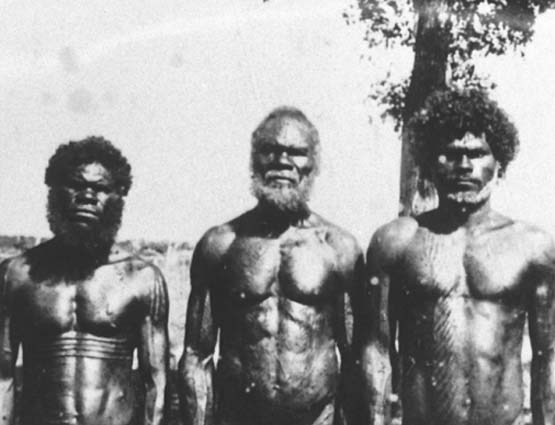
سكان أصليون، الصورة في عام 1939م

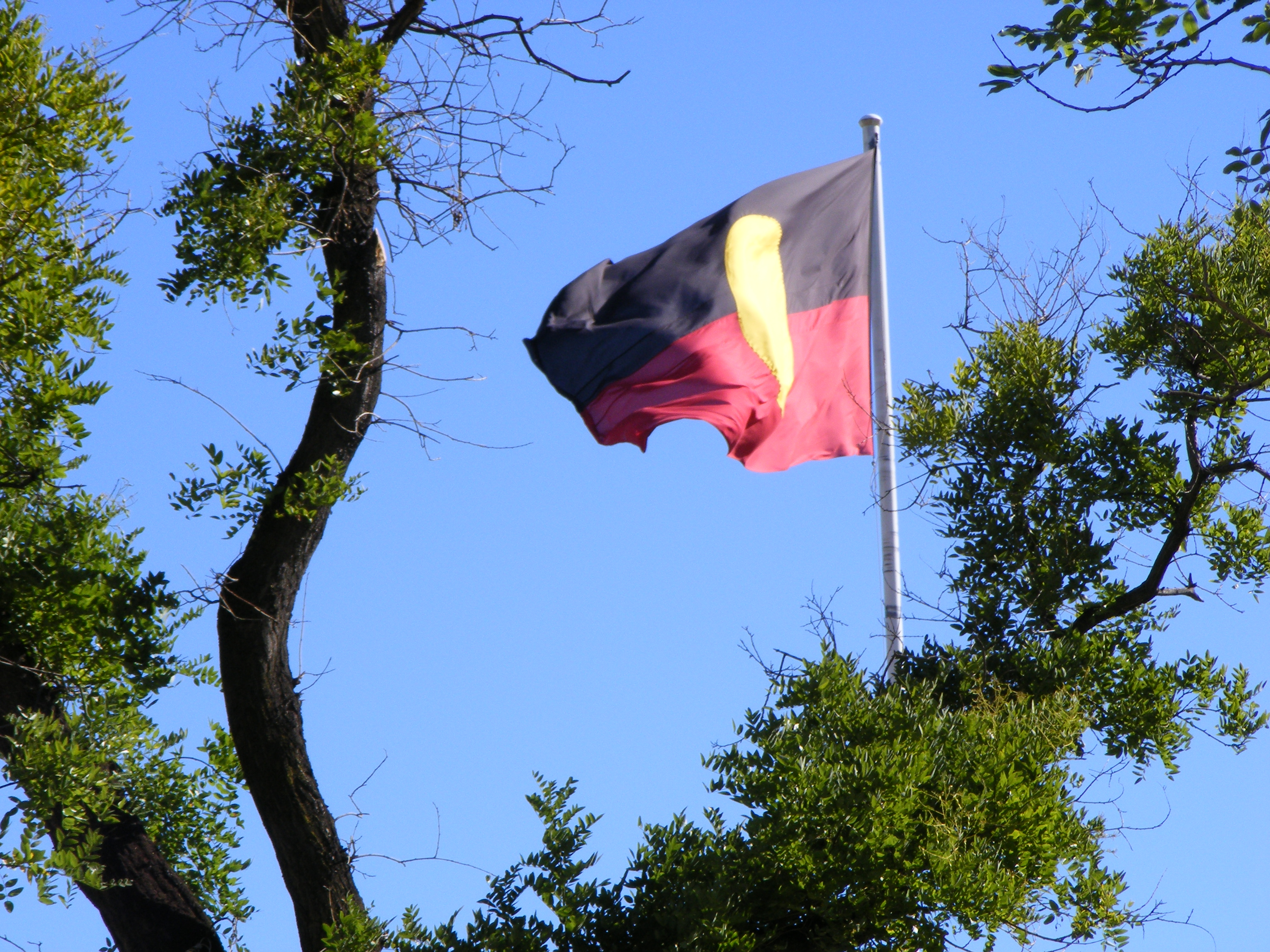
علم السكان الأصليين يرفرف في مدينة أدليلد جنوب أستراليا

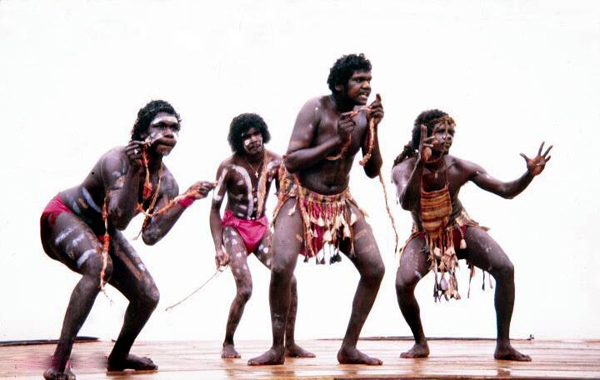
راقصون شعبيون، الصورة من عام 1981

سكان أستراليا الأصليين (بالإنجليزية: Indigenous Australians)‏ كما يُعرفون باسم الأبورجيون (بالإنجليزية: Aboriginal)‏ وهم الشعوب التي انحدرت من المجموعات التي عاشت في أستراليا وعلى الجزر المحيطة بها قبل حِقبة الاستعمار البريطاني للبلاد. يشمل المصطلح الشعوب الأسترالية الأصلية وسكان جزر مضيق توريس. يُفضل كثير من الناس استعمال مصطلح الشعب الأصلي والجُزُري، أو الأمم الأسترالية الأولى، أو الشعوب الأسترالية الأولى، أو الأستراليون الأوليون، جميع هذه المصطلحات في استخدام متزايد.
ما زال تاريخ وصول الشعوب الأولى إلى القارة والجزر المجاورة محل جَدل بين الباحثين. أقدم بقايا إنسان وجدت في أستراليا على نحوٍ قاطع هي بقايا رجل المونغو إل إم 3 وسيدة المونغو، وتبيّن أن هذه البقايا تعود إلى 50 ألف عام قبل الحاضر. ولكن الأدلة الآثارية الجديدة من تحليل الفحم والآثار التي يبدو عليها استعمال الإنسان تدل على تاريخ آخر، 65 ألف عام قبل الحاضر. أما التأريخ بالتلألؤ فيدل على أن استيطان أرض أرنهم كان قبل 60 ألف عام. أما أدلة النيران في جنوب أستراليا فتدل على «وجود الإنسان في أستراليا قبل 120 ألف سنة»، لكن المزيد من البحث العلمي مطلوب للتأكد من هذا. دلّ علم الجينات على أن تاريخ الاستيطان كان في نحو 80 ألف سنة قبل الحاضر. وقدّرت تقديرات أخرى الاستيطان بين 100 ألف سنة، و125 ألف سنة.
ما زال تعداد الأستراليين الأصليين وقت الاستعمار الأوربي محل جدل، لكن التقديرات تجعله بين 318 ألفاً ومليون بتوزّع يشبه توزع السكان الأستراليين اليوم، إذ تقطن الأغلبية في الجنوب الشرقي، حول نهر موراي. ثم انحدرت أعدادهم بسبب الوباء بعد الاستيطان الأوروبي، بدأ هذا مع انتشار وباء الجدري بعد ثلاثة أعوام من وصول الأوروبيين. وساهمت أيضاً المذابح والنزاعات الحدودية بينهم وبين الأوروبيين في تقليل أعدادهم. لكن تسمية هذه الأعمال بالإبادة الجماعية أمرٌ ما زال محل خلاف ونقاش.
وكما كان بين الشعوب الأصلية المختلفة تشابُه في نقاط معينة، فإن بينهم كذلك اختلافات كثيرة، إذ لكل شعب منهم مزيجه الخاص من الثقافات والشعائر واللغات. في أستراليا اليوم انقسمت هذه المجموعات أكثر إلى مجتمعات محلية. حين استعمر الأوروبيون أستراليا، كانت 250 لغة منطوقة في المنطقة، لم يبقَ منها اليوم إلا 120 إلى 145، كلها معرضة للخطر إلا 13 منها. يتكلم معظم أهل أستراليا الأصليين اليوم الإنجليزية، يضمّون إليها عبارات وكلمات من لغاتهم الأصلية فيصنعون لهجة أسترالية أهلية إنكليزية (أثّرت هذه اللغة أيضاً على اللغات الأصلية من حيث الصوتيات والبنية النحوية).
يشمل التعداد السكاني في أستراليا الشعوب الأصلية بناءاً على اعتبار الفرد نفسه من السكان الأصليين أو من أهل جزر مضيق توريس أو أن أصله يعود إليهما معاً. وعلى ذلك كان تعدادهم في 30 يونيو عام 2016م نحو 798,365، أو 3.3% من السكان الأستراليين. منذ عام 1995م، صار علم الأستراليين الأصليين وسكان جزر مضيق توريس من الأعلام الرسمية لأستراليا.

## المصطلحات

### تسميات مترادفة
عند الإشارة إلى الشعوب الأصلية لأستراليا، يمكن استخدام عدة مصطلحات، ولكن الاتفاق العام كان على احترام «ما يُفضله كل فرد وكل عائلة وكل مجتمع، وأن نسمح لهم بأن يتسمّوا بأي اسم يرتاحون إليه».
استُعملت كلمة الأصليين أو الأبورجيون (aboriginal) في اللغة الإنكليزية منذ القرن السادس عشر بمعنى «أول الشعوب، أهل الأرض». اشتُقت هذه الكلمة من الكلمة اللاتينية aborigines، وهي منحوتة من ab بمعنى «مِن»، وorigo بمعنى (أصل، بداية). وفي أستراليا يُستعمل المصطلح للتعبير عن أهل أستراليا الأصليين، منذ عام 1789م. وصارت الكلمة تُكتب بالحرف الكبير، واسماً جامعاً للشعوب الأصلية وسكان جزر مضيق تورس، ولو أن الأخيرين غير مشمولين في المصطلح اليوم. يحتجّ بعض الناس على مصطلح Aborigine، الذي يعني «أصلي»، لأنهم يرونه بالياً وفاسداً ومرتبطاً بأستراليا الاستعمارية.
مع أن كلمة «الأستراليين الأصليين» مستعملة بازدياد منذ العِقد التاسع من القرن العشرين، فإن كثيراً من الشعوب الأصلية وأهل جزر مضيق تورس لا يحبونها، إذ يرونها عامة جداً وتمحوا هويتهم. لكن للكلمة تطبيقاً عملياً يجعل استخدامها ممكناً إذا كان مناسباً.
في السنين الأخيرة صارت مصطلحات الأمم الأولى والشعوب الأولى والأستراليين الأوائل أكثر شيوعاً. والأكثر قبولاً بين الناس مصطلح الأمم الأولى.
وأفضل الأسماء وأكثرها احتراماً: تسمية الشعوب بلغاتها (مثل الأرينت) أو مناطقها الجغرافية (مثل النونغا).  يُعد مصطلح إيه تي إس آي قليل الاحترام.

### مصطلحات تمييز
استُعمل مصطلح «أسود» للتعبير عن الشعوب الأسترالية الأصلية منذ الاستعمار الأوروبي. استعمل هذا المصطلح أولاً لوصف لون البشر وعادةً بقصد الإزدراء، أما اليوم فيُستعمل لوصف التراث الأهلي والحضارة الأهلية ويشير إلى أي شخص من هذا التراث مهما كان لون بشرته. في سبعينيات القرن العشرين اعتنق كثير من ناشطي السكان الأصليين مثل غاري فولي مصطلح «أسود» وأصدر الكاتب كيفن جلبرت من تلك الفترة كتاباً عنوانه: «أن تعيش أسود». تضمّن الكتاب مقابلات مع أعضاء في المجتمع الأهلي الأسترالي، منهم روبرت جابانوغا، ليعكس الثقافة الأصلية المعاصرة.[بحاجة لمصدر] استعمل هذا المصطلح ومرادفاته حسب السياق واحذر فإنه قد يُعدّ استخداماً غير محترم.
ومن المصطلحات الأخرى التي يستعملها الأستراليون الأهليون على نحوٍ غير إزدرائي، «الرفيق الأسود» أو «blackfella»، الذي يقابل «الرفيق الأبيض». يعتبر بعض الناس استعمال البيض لهذه الكلمة عدوانياً.

## المجموعات الإقليمية

### مجموعات السكان الأصليين
الشعوب الأصلية في أستراليا هي الشعوب الأصلية المختلفة التي تقع في البر الرئيسي لأستراليا والجزر المرتبطة بها، باستثناء جزر مضيق توريس.

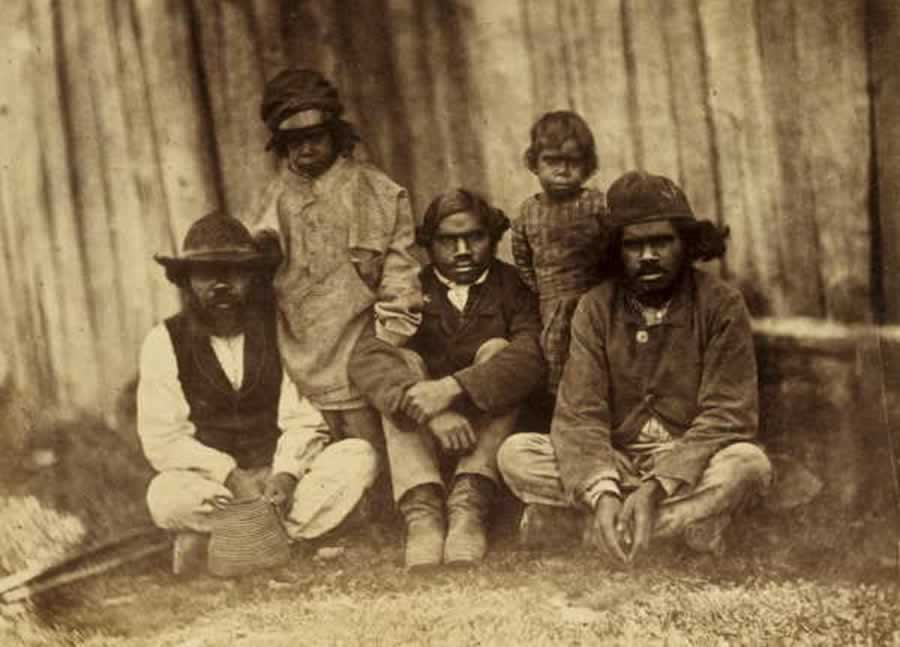
مزارعون من السكان الاصليون 1858

ويشمل المصطلح الواسع النطاق الأستراليين من السكان الأصليين العديد من المجموعات الإقليمية التي يمكن تحديدها بأسماء تستند إلى اللغة المحلية أو ما تهتدّم به المجموعات المجاورة. وقد تكون بعض المجتمعات أو الثقافات أو الجماعات شاملة للآخرين وتتبدل أو تتداخل؛ وقد حدثت تغييرات كبيرة في الأجيال بعد الاستعمار. وكثيراً ما تُستخدم كلمة «مجتمع» لوصف المجموعات التي تحدد حسب القرابة أو اللغة أو الانتماء إلى مكان معين أو «بلد معين». وقد يعتمد المجتمع المحلي على قيم ثقافية منفصلة ويمكن أن ينتمي الأفراد إلى عدد من المجتمعات المحلية داخل أستراليا؛ ويمكن اعتماد أو رفض تحديد الهوية في إطارها. قد يُعرّف المجتمع الفردي نفسه بأسماء كثيرة.
إن تسمية الشعوب معقدة ومتعددة الطبقات، ولكن هناك بضعة أمثلة على ذلك هي أنانغو في شمال جنوب أستراليا، والأجزاء المجاورة من غرب أستراليا والإقليم الشمالي؛ وتسمية الشعوب في جنوب أستراليا، وفيما يلي أمثلة قليلة على ذلك. (Arrernte) في وسط أستراليا؛ كوري في نيوساوث ويلز وفيكتوريا(فيكتوريين من السكان الأصليين); جوري (النطق البديل والهجاء من كوري) في جنوب شرق كوينزلاند وبعض أجزاء من شمال نيوساوث ويلز؛ تستخدم موري في أجزاء من كوينزلاند وشمال نيوساوث ويلز حيث لا تستخدم أسماء جماعية محددة؛ شعب تيوي من جزر تيوي قبالة الإقليم الشمالي.
طوال تاريخ القارة، كانت هناك العديد من مجموعات السكان الأصليين المختلفة، ولكلٍ منها لغتها الفردية وثقافتها وهيكلها العقائدي. في وقت الاستيطان البريطاني كان هناك أكثر من 200 لغة متميزة.

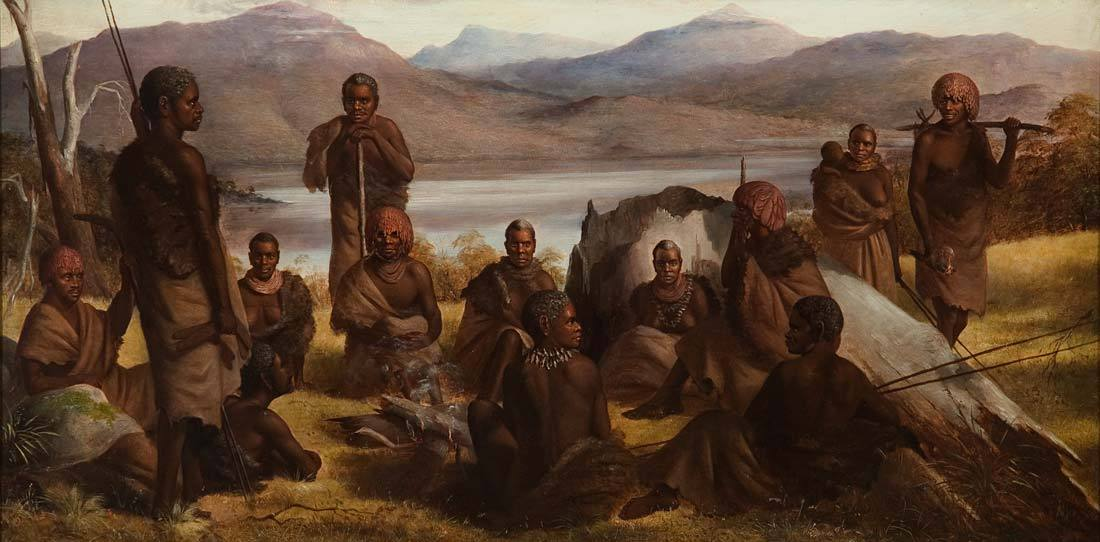
بواسطة روبرت هوكر دولنج, مجموعة السكان الأصليين من تسمانيا, 1859

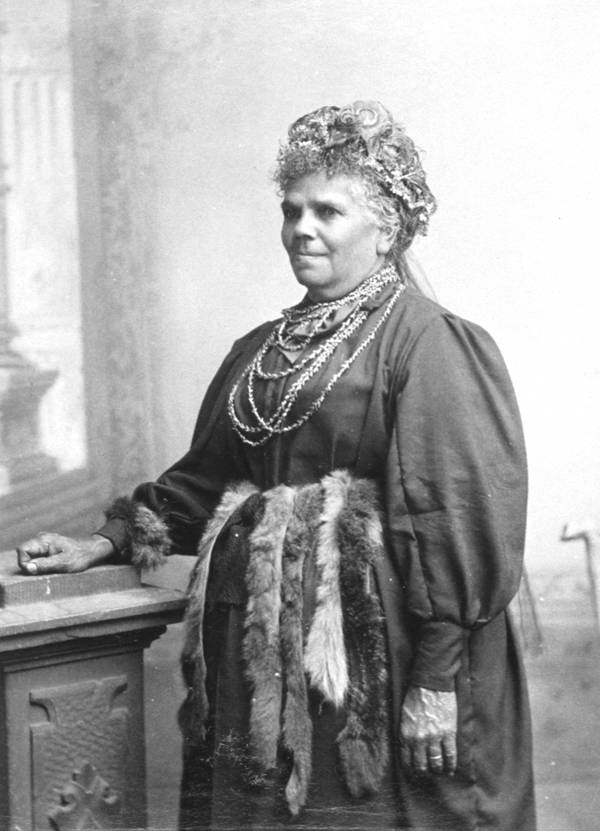
فاني كوكرين سميث

ويُعتقد أن السكان الأصليين التسمانيين قد عبروا لأول مرة إلى تسمانيا قبل حوالي 40,000 سنة عبر جسر بري بين الجزيرة وبقية أستراليا القارية خلال آخر فترة في العصر الجليدي الأخير. تقديرات السكان من السكان الأصليين في تسمانيا، قبل وصول الأوروبيون، هي في حدود 3,000 إلى 15,000 شخص على الرغم من أن الدراسات الجينية قد اقترح أرقام أعلى بكثير والتي تدعمها تقاليد السكان الأصليين عن طريق الفم التي تشير إلى انخفاض في عدد السكان من الأمراض التي أدخلتها التطعيمات البريطانية والأمريكية قبل الاستيطان. انخفض السّكان الأصليين بنسبة حوالي 300 بين عام 1803م و 1833م سبب الأمراض، حرب وأعمال أخرى من مستوطني بريطانيا. على الرغم من أكثر من 170 سنة من النقاش حول من أو ما كان مسئولاً عن هذا الانقراض القريب، لا يوجد توافُق في الآراء حول أصولها أو ما إذا كان أو لم تكن الإبادة الجماعية. ومع ذلك وباستخدام «... تعريف الأمم المتحدة، توجد أدلة كافية لتسمية الإبادة الجماعية للكارثة التسمانية». امرأة تدعى تروجرنانير (غالباً ما قدمت تروغانيني)الذي توفي في عام 1876م، وكان ولا يزال يُعتقد على نطاق واسع أن يكون آخر شخص من السكان الأصليين تسمانياً كامل الدم. ومع ذلك في عام 1889م اعترف البرلمان بالسيدة فاني كوكرين سميث (توفيت:1905م) كآخر شخص على قيد الحياة كامل الدم التسماني من السكان الأصليين.
أفاد تعداد عام 2016م أن 23,572 من السكان الأصليين الأستراليين في ولاية تسمانيا.

## المجتمع

### المعتقدات التقليدية

#### السكان الأصليون

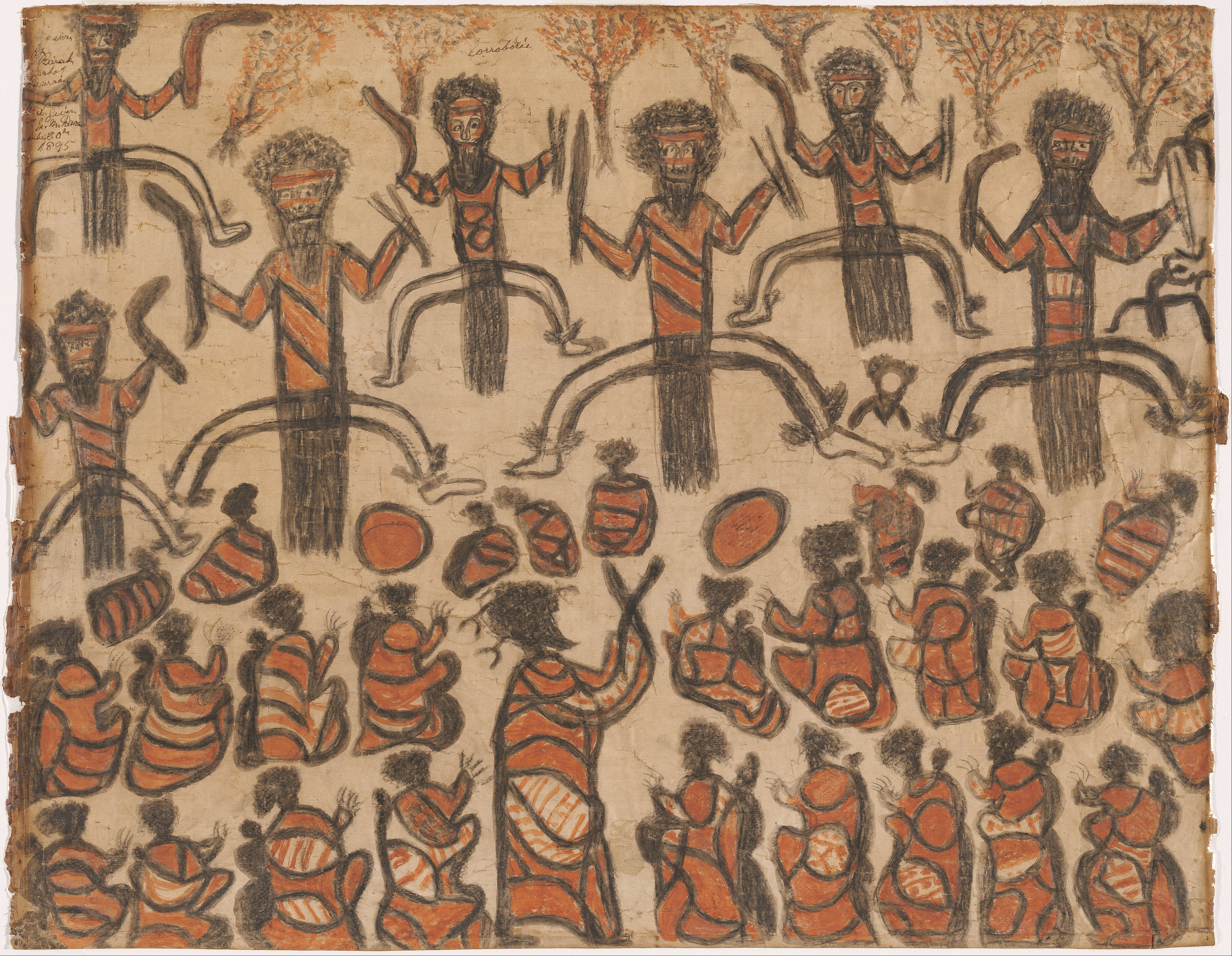
تصوير للكوروبوري يعود للقرن التاسع عشر رسمه الناشط الأسترالي الأصلي ويليام باراك

في نظُم الاعتقاد الأهلية، ملحمة تكوينية تُسمّى «الحلم»، ويرجع وجودها إلى الماضي السحيق إلى الأسلاف المؤسسين الذين يُسمّون الشعوب الأولى، الذي جالوا في الأرض وسمّوا كل مكان ذهبوا إليه. يقوم التراث الشفهي الأسترالي الأصلي والقيم الدينية عندهم على تعظيم الأرض والإيمان بهذا الحلم. الحلم هو زمن الخلق القديم، وحقيقة الحلم الآني، كلاهما في آنٍ واحد معاً. لكل مجموعة من المجموعات اللغوية والثقافية منهم بِنية معتقدية خاصة، هذه الثقافات تراكمت بعضها فوق بعض إلى درجةٍ ما، وتطوّرت عبر الزمن. من الأرواح السلفية الأهم: ثعبان قوس المطر، وبايام، وديراوونغ وبنجيل.[بحاجة لمصدر] توارثت المعارف الموجودة في الحلم في قصص كثيرة وأغاني ورقصات ومهرجانات، ولم تَزل حتى اليوم توفر إطاراً للعلاقات القائمة والمسئولية القَرابية والاعتناء بالأرض.
كان الرقاة التقليديون (يُعرفون باسم النغانغاكاري في المناطق الصحراوية الغربية من أستراليا الوسطى) رجالاً ونساء محترمين جداً في المجتمع وكانوا لا يكتفون بالعمل في الرُقية والطب، بل يمتد عملهم إلى حفظ قصص الحلم المهمة.

#### سكان مضيق تورس
لأهل جزر مضيق تورس أنظمة الاعتقاد الخاصة بهم. تُصوّر  قصص التاغاي أهل جزر مضيق تورس على أنهم أهل بحر، مرتبطون بالنجوم وبالنظام الذي يضع كل شيء في العالم في مكانه. يشارك بعضهم الشعوب الأصلية بعض المعتقدات مثل مفهومَي الحلم والدهر، اللذين توارثتهما الأجيال شفاهةً.

### ما بعد الاستعمار
كان للمسيحية والثقافة الأوروبية تأثير عظيم على السكان الأصليين في أستراليا وعلى ديانتهم وثقافتهم. إذ مع هيمنة الاستعمار وما يجري تحت ظل نفوذه، جرى أنْ مهَّدت الكانئس الطريق أمامَ انحسار فتضاؤل الثقافة والدين في مجتمع الأصليين، بالإضافة إلى أنَّها، أيضًا، قد ساهمت على ألَّا يُفرط بهما. ففي بعض الحالات، مثل ما جرى في مجتمع هيرمانسبورغ، في الإقليم الشمالي [الإنجليزية] وبيلتاودلي في أديلايد، فقد وضع عمل المبشرين الأسس لإحياء اللغة في وقت لاحق. وحدث أن ذهب المبشرون الألمان كريستيان تيشلمان وشورمان إلى منطقة أديلايد وقاموا بتدريس سكان كورنا المحليين بلغتهم الخاصة فقط وقاموا بوضع كتب مدرسية بنفس هذه اللغة المحلية. ومع ذلك، فقد قام بعض المبشرين بالتعليم باللغة الإنجليزية فقط، وشاركت بعض البعثات المسيحية في إيواء أطفال السكان الأصليين وسكان جزر مضيق توريس بعد إبعادهم عن والديهم بناءً على أوامر من الحكومة، وبالتالي تورطوا في قضية ما يمسى الأجيال المسروقة.

#### الشعوب الأصلية
بدأ تدخل المسيحيين في شؤون السكان الأصليين ينمو بشكل ملحوظ منذ العام 1788. وقد انخرطت الكنائس في العمل التبشيري بين الشعوب الأصلية في القرن التاسع عشر حيث سيطر الأوروبيون على جزء كبير من القارة، وتم، في نهاية المطاف، أن بدَّل غالبية السكان معتقداتهم. ودعا رجال الدين المستعمرون، مثل أول رئيس أساقفة كاثوليكي في سيدني، جون بيد بولدينغ [الإنجليزية]، بقوة إلى حقوق السكان الأصليين وكرامتهم. وفي عام 2000 تقريبًا، اعتذرت العديد من الكنائس والمنظمات الكنسية رسميًا عن فشلها سابقًا في عدم احترام ثقافات السكان الأصليين على نحو ملائم وإصلاح المظالم الناجمة عن نزع ملكية السكان الأصليين.

#### شعوب مضيق توريس
منذ سبعينيات القرن التاسع عشر، انتشرت المسيحية في جميع أنحاء جزر مضيق توريس، ولا تزال قوية الحضور اليوم بين سكان جزر مضيق توريس في كل مكان. وكانت قد وصلت بعثة جمعية لندن التبشيرية بقيادة القس صمويل ماكفارلين إلى منطقة إيروب (جزيرة دارنلي) في 1 يوليو 1871، لتأسيس أول موطئ قدم لها في المنطقة. ويشير سكان الجزيرة إلى ذلك باسم «الحضور النوراني» أو «إقبال النور» وتحتفل جميع مجتمعات الجزيرة بهذه المناسبة سنويًا في 1 يوليو. ولكن هذا الأمر، أي مجيء المسيحية إليهم، لم يعنِ نهاية معتقدات الناس التقليدية؛ لأنَّ ثقافتهم المُستنيرة أبدت تسامحًا وتفهمًا نحو الدين الجديد، فرُحِّبَ بالإله المسيحي وتآلف الدين الجديد مع جميع جوانب حياتهم اليومية.

### أرقام آخر إحصاء
في إحصاء عام 2016، كان السكان الأصليون وغير الأصليين في أستراليا متقاربين إلى حد كبير في نسب الانتماء الديني، حيث أبلغ 54٪ (مقابل 55٪) عن انتمائهم المسيحي، بينما أبلغ أقل من 2٪ عن معتقداتهم التقليدية كدين لهم، وأفاد 36٪ بعدم تدينهم. زادت نسبة السكان الأصليين الذين لم يعتنقوا أي دين تدريجيًا منذ عام 2001، حيث بلغت نسبتهم 36٪ في عام 2016. وفي التعداد السكاني لعام 2006، أفاد 73٪ من السكان الأصليين بالانتماء إلى أحد الطوائف المسيحية، وأفاد 24٪ بعدم انتمائهم لأي دين، وأفاد 1٪ بالانتماء إلى أحد الديانات الأسترالية الأصلية التقليدية.

### الطقوس الإدخالية
تستمر طقوس التلقين أو المُساررة لعدة سنوات تغطي خلالها عدة مراحل في حياة المُلقَّن. حيث يتعرف الشباب على المُحرمات والمُقدسات التقليدية وذلك من خلال سرد قصص تقليدية عن زمن الحلم أو هتافات شعائرية. وأيضًا، يُلقنون استراتيجيات تمكنهم من التعامل الصحيح مع النزاعات التي تنشب. وعادة ما يخضع الأولاد، بين سن 10 و12، إلى طقوس إدخالية أولية، والتي قد تستمر لأسابيع. حيث يُعزل الأولاد عن أهلهم ولا يُسمح لهم بالتحدث إليهم. أحد هذه الطقوس هو ما يسمى التجوال [الإنجليزية]، وهو طقس تمهيدي من طقوس العبور للفئات المُراهقة من السكان الأصليين حيث يبدؤون بالعيش في البرية لمدة ستة أشهر لإجراء الانتقال الروحي والتقليدي إلى الرجولة وللسير في طريق أحلامهم لأول مرة. ويُمارس في وسط أستراليا الختان، وهو ممارسة شائعة خصوصا في أرينتي وبيتجانجاغارا ولوريتيا. وتُمارس هذه الشعوب أيضا عملية شق القضيب [الإنجليزية] في مرحلة المراهقة اللاحقة.
وفي المرحلة الأخيرة من التلقين في سن 16 أو 17 عامًا، تُخدش [الإنجليزية] بشرة الشباب والشابات في جميع الشعوب تقريبًا، وهي ممارسة تُشير إلى أنَّ المخدوش صار مستعدَّاً للزواج. الخدوش عبارة عن خطين إلى أربعة خطوط مرتبة فوق بعضها البعض تُجرح على الصدر أو الكتف أو المعدة بسكين حجري حاد النصل. وكانوا يخلعون أحد أسنانهم أو ثقبه؛ كدليل على أنَّ الشخص أصبح مُسارِرَاً أو مُلقَّنَا، وهي ممارسة شائعة عند شعوب السواحل.

### اللغة
كان هناك أكثر من 250 لغة يتحدث بها السكان الأصليون لهذه القارة قبل قدوم الاستيطان الأوروبي، أكثر هذه اللغات انقرضت الآن، ولم يتبقى سوى 15 لغة فقط.

### الثقافة
كثرة عدد قبائل السكان الأصليين وتعدّد لغات التخاطب المُستخدمة بينهم أدّت لإثراء الموروث الثقافي للسكان الأصليين.

### التعليم
الطلاب الأبروجينيلز يتركون مقاعد الدراسة في سن مبكّرة عادةً، ويُكملون حياتهم بمستوى دراسي منخفض، ولكن أصبح هناك تطوّر ملحوظ في مستوى التعليم لديهم في الفترة من عام 1994م حتى عام 2002م.
مستوى البطالة مرتفع في السكان الأصليين.

### الجريمة
في عام 2009م أوضحت عدد من التقارير أن مستوى الجريمة مُرتفع عند السكان الأصليين، حيث يزيد بـ 14 مرة عن السكان الآخرين.[بحاجة لمصدر]

### مشاهير
برز العديد من هؤلاء السكان الأصليون عالمياً وأبدعوا في عدة مجالات ومنهم:
- برونوين بانكروفت وهي أول مصممة أزياء أسترالية يتم دعوتها لإقامة عرضها الخاص في باريس.

## التقسيم الجغرافي
حسب احصائيات وزارة الإحصاء الأسترالية في عام 2001م فإن عدد السكان الأصليين يُقدّر بـ 458,520 نسمة، أي مانسبته 2.4% من عدد سكان أستراليا.
في عام 2006م قُدّر عددهم بـ517,200 وتقسيمهم الجغرافي في الولايات الأسترالية كالتالي:
- ولاية نيو ساوث ويلز: 148,200 نسمة.
- ولاية كوينزلاند: 146,400 نسمة.
- ولاية غرب أستراليا: 77,900 نسمة.
- المقاطعة الشمالية: 66,600 نسمة.
- ولاية فكتوريا: 30,800 نسمة.
- ولاية جنوب أستراليا: 26,000 نسمة.
- جزيرة تسمانيا: 16,900 نسمة.
- مقاطعة العاصمة الأسترالية: 4,000 نسمة.